# Eleccions legislatives lituanes de 2008
Les Eleccions legislatives lituanes de 2008 es van celebrar el 12 i el 26 d'octubre de 2008 per a renovar els 141 membres del Seimas.

## Antecedents
Poc abans de les eleccions s'havia celebrat un referèndum pel tancament de la central nuclear d'Ignalina, encara que de fet el govern lituà es va comprometre a tancar-la en entrar a la Unió Europea.

## Resultats
| Partit                      | Partit                                  | Vots (proporcional) | %      | Escons | Escons | Escons   | Escons |
| Partit                      | Partit                                  | Vots (proporcional) | %      | Prop.  | Circ.  | total    | +/-    |
| --------------------------- | --------------------------------------- | ------------------- | ------ | ------ | ------ | -------- | ------ |
|                             | Unió Patriòtica - Democristians Lituans | 242.939             | 19,69  | 18     | 27     | 45 / 141 | 20     |
|                             | Partit de la Resurrecció Nacional       | 186.150             | 15,09  | 13     | 3      | 16 / 141 | Nou    |
|                             | Ordre i Justícia                        | 156.559             | 12,69  | 11     | 4      | 15 / 141 | 5      |
|                             | Partit Socialdemòcrata de Lituània      | 144.,675            | 11,73  | 10     | 15     | 25 / 141 | 5      |
|                             | Coalició Partit del Treball + Joventut  | 111,017             | 9.00   | 8      | 2      | 10 / 141 | 29     |
|                             | Moviment dels Liberals                  | 70,549              | 5.72   | 5      | 6      | 11 / 141 | Nou    |
|                             | Unió Centrista i Liberal                | 65,869              | 5.34   | 5      | 3      | 8 / 141  | 10     |
|                             | Acció Electoral dels Polonesos          | 59,222              | 4.80   | —      | 3      | 3 / 141  | 1      |
|                             | Unió Popular Agrària Lituana            | 46,109              | 3.74   | —      | 3      | 3 / 141  | 7      |
|                             | Nova Unió (Social Liberals)             | 44,935              | 3.64   | —      | 1      | 1 / 141  | 10     |
|                             | Front                                   | 39,966              | 3.24   | —      | —      | 0 / 141  | Nou    |
|                             | Jove Lituània                           | 21,545              | 1.75   | —      | —      | 0 / 141  | =      |
|                             | Partit Democràtic Cívic                 | 13,758              | 1.12   | —      | —      | 0 / 141  | Nou    |
|                             | Unió dels Russos de Lituània            | 11,323              | 0.92   | —      | —      | 0 / 141  | =      |
|                             | Unió Socialdemòcrata Lituana            | 10,614              | 0.86   | —      | —      | 0 / 141  | =      |
|                             | Partit de Centre Lituà                  | 8,645               | 0.70   | —      | —      | 0 / 141  | =      |
|                             | Independents                            | —                   | —      | —      | 4      | 4 / 141  | 1      |
| Total (participació 48,54%) | Total (participació 48,54%)             | 1,233,875           | 100.00 | 70     | 71     | 141      |        |

## Conseqüències
El partit més votat fou Unió Patriòtica - Democristians Lituans i formà un govern de coalició juntament amb el Moviment dels Liberals de la República de Lituània i el Partit de la Resurrecció Nacional. El seu líder Andrius Kubilius fou nomenat primer ministre de Lituània amb 89 vots a favor, 27 en contra, i 16 membres del Seimas es van abstenir.